# Shahriyar Kabir
Shahriyar Kabir, né le 20 novembre 1950 est un journaliste, cinéaste, militant des droits de l'homme bangladais, et auteur de plus de 70 livres sur les droits de l'homme, le communisme, le fondamentalisme, l'histoire et la guerre d'indépendance du Bangladesh. Il a reçu le prix littéraire de l'Académie Bangla en 1995,.

## Jeunesse et éducation
Kabir est né à Islampur, dans le vieux Dacca, au Pakistan oriental et maintenant au Bangladesh le 20 novembre 1950. Il a fréquenté l'école St Gregory. Il a réussi son examen de fin d'études secondaires au collège Jagannath. Il était étudiant au Département de bengali de l'université de Dacca. Kabir a participé à la guerre de libération du Bangladesh alors qu'il était étudiant au département de bengali de l'université de Dacca. Il a commencé ses écrits pour les adolescents et les jeunes alors qu'il était étudiant à l'université. Après la guerre, il est devenu journaliste au Daily Bangla et à l'hebdomadaire Bichitra. De 1976 à 1980, il devient secrétaire général de l'organisation Bangladesh Lekhak Shibir (en).

## Carrière
En janvier 1992, le Comité Ekattorer Ghatak Dalal Nirmul (Comité de Résistance aux Tueurs et Collaborateurs de la Guerre de Libération du Bangladesh de 71) a été formé par 101 personnes. Ce comité a demandé le procès des personnes qui ont commis des crimes contre l'humanité lors de la guerre de libération du Bangladesh en 1971, en collaboration avec l'armée pakistanaise. Le Comité Ghatak-Dalalal Nirmul a organisé des procès simulés à Dacca en mars 1992 sous le nom de Gono Adalot (Cour du peuple) et de personnes « condamnées » qu'ils accusaient d'être des criminels de guerre. Jahanara Imam et vingt-quatre autres ont été accusés de trahison,. Cette accusation a toutefois été abandonnée en 1996, après sa mort, par le conseiller en chef Mohammed Habibur Rahman du gouvernement intérimaire de l'époque.
Kabir a joué un rôle majeur dans la formation du Comité de Nirmul. Le tribunal populaire créé par le Comité Ekattorer Ghatak-Dalalal Nirmul dirigé par Jahanara Imam a été jugé illégal par le gouvernement du Bangladesh. Après la mort de Jahanara Imam, il est devenu Président par intérim du Comité.
Kabir a été actif pendant des années en tant que journaliste écrivant sur les droits de l'homme au Bangladesh. Il a été arrêté deux fois au début des années 2000 pour ce que le gouvernement considérait comme des attaques illégales. Il a été arrêté pour la première fois en novembre 2001, après l'arrivée au pouvoir du gouvernement de Khaleda Zia du Parti nationaliste du Bangladesh (BNP). Le gouvernement l'a accusé de sédition et de « ternir l'image du gouvernement » parce qu'il enquêtait sur les attaques contre la minorité hindoue d'octobre à décembre 2001 et a accusé le ministre du Bangladesh Jamaat-e-Islami de participer à des crimes de guerre pendant la guerre de libération du Bangladesh,. De nombreux hindous avaient été intimidés et attaqués par les travailleurs du parti au cours de cette période dans le but de les tenir à l'écart des urnes, car ils n'ont généralement pas voté pour les partis islamistes. Kabir documentait les récits des survivants. Il a ensuite été libéré sous caution en janvier 2002,. En février 2002, une bombe a été lancée lors d'une réception pour lui au Chittagong Press Club, tuant un passant.
Kabir a de nouveau été arrêté en décembre 2002. En tant que président du Comité de Nirmul, qu'il a fondé en 1992 pour poursuivre les responsables de génocide et d'autres crimes de guerre pendant la guerre d'indépendance du Bangladesh en 1971, Kabir a continué à jouer un rôle actif.Les observateurs ont déclaré que le BNP a été signalé comme son principal partenaire politique, le Bangladesh Jamaat-e-Islami a des dirigeants qui auraient participé comme dans les forces paramilitaires contre la libération en 1971, ce à quoi le parti s'est opposé. Lorsque la Haute Cour a déclaré, le 4 juillet 2003, que la détention de Kabir sans inculpation était illégale, le gouvernement l'a détenu pendant 90 jours de plus en vertu de la Loi sur les forces armées (pouvoirs spéciaux).
Il a allégué que Ghulam Azam, ancien dirigeant de Jamaat e Islami au moment de la guerre de libération, avait joué un rôle important dans les massacres du conflit de 1971, de même que Jamaat en tant que groupe. Il a également dit que les Razakars ont été fondés par le leader Jamaat e Islami, Maulana A.K.M. Yusuf. Kabir a soutenu les efforts du gouvernement dirigé par la Ligue Awami, qui a obtenu une majorité des deux tiers au Parlement en décembre 2008, pour établir un tribunal international des crimes en 2009 afin de poursuivre les crimes de guerre. Les premiers procès se sont achevés au début de 2013, avec trois hommes condamnés qui ont joué un rôle important dans le Jamaat depuis la guerre de libération, ce à quoi le parti s'est opposé. Il a ensuite demandé l'interdiction du parti Jamaat-e-Islami. Ghulam Azam a également été condamné par le Tribunal pénal international.
En septembre 2024, Shahriar Kabir, est arrêté, accusé de crimes contre l'humanité , de massacres et de meurtre pour son implication dans le gouvernement de Sheikh Hasina pendant le mouvement de réforme des quotas au Bangladesh.